# Nébiélianayou
Pour le département et la commune rurale, voir Nébiélianayou (département).
Nébiélianayou est un village et le chef-lieu du département et la commune rurale de Nébiélianayou, situé dans la province de la Sissili et la région du Centre-Ouest au Burkina Faso.

## Démographie
Le village de Nébiélianayou comprenait :
- 1 866 habitants en 2006[1].

## Santé et éducation
Bien que le centre médical avec antenne chirurgicale (CMA) de la province se situe à Léo, le plus proche se trouve à Koudougou, où est situé également le centre hospitalier régional (CHR).
Le village possède deux écoles primaires publiques.